# Sandrine Bourdoulous
Sandrine Bourdoulous est une microbiologiste cellulaire française, directrice de recherche au CNRS. Ses recherches sur le traitement de certains types d'infections ainsi que sur le cancer du sein sont récompensées de plusieurs prix.

## Biographie
Sandrine Bourdoulous passe son doctorat d'immunologie en 1994 à l'université Paris-Diderot (Paris VII) au sein de l'Institut Cochin de génétique moléculaire. Elle se rend ensuite aux États-Unis en 1995 dans le laboratoire d'Erkki Ruoslahti, au Burnham Institute (aujourd'hui le Sanford Burnham Prebys Medical Discovery Institute (en)), en Californie.
En 1998, elle crée un groupe de travail à l'Institut Cochin pour le CNRS dans l'équipe de Pierre-Olivier Couraud, qui étudie le système vasculaire cérébral.
En 2005, elle devient codirectrice de l'équipe « Phagocytose et invasion bactérienne » de l'Institut Cochin la codirection de l’équipe « Phagocytose et invasion bactérienne » et dirige depuis 2009 l'équipe « Biologie vasculaire dans l'infection, l'inflammation et le cancer »,.

## Travaux
Les recherches de Sandrine Bourdoulous portent sur les infections chez l'être humain, notamment celles dues à une bactérie naturellement présente à l'arrière du nez, le méningocoque. Lors d'une infection, cette bactérie peut provoquer des lésions dans les vaisseaux sanguins, lésions qui peuvent dans certains rares cas entraîner la mort. Ses recherches, notamment la description du processus d'infection, visent à comprendre les mécanismes à l’œuvre pour pouvoir les enrayer et y apporter des thérapies. Elles permettent de mettre au jour que la bactérie infecte le liquide céphalo-rachidien en s'attaquant aux cellules de la paroi vasculaire, ce qui limite l'action des globules blancs.
Avec son équipe, elle montre également comment une protéine peut permettre de cibler certains cancers du sein.
Ses découvertes ont abouti à une dizaine de brevets dans le domaine des infections à méningocoques et du cancer du sein.

## Publications
Elle est l'autrice d'une centaine de publications dont :
- (en) Anders Aspberg, Ryu Miura, Sandrine Bourdoulous et Motoyuki Shimonaka, « The C-type lectin domains of lecticans, a family of aggregating chondroitin sulfate proteoglycans, bind tenascin-R by protein– protein interactions independent of carbohydrate moiety », Proceedings of the National Academy of Sciences, vol. 94, no 19,‎ 16 septembre 1997, p. 10116–10121 (ISSN 0027-8424 et 1091-6490, PMID 9294172, PMCID PMC23322, DOI 10.1073/pnas.94.19.10116, lire en ligne, consulté le 23 septembre 2023)
- Sandrine Bourdoulous, Gertraud Orend, Deidre A. MacKenna et Renata Pasqualini, « Fibronectin Matrix Regulates Activation of RHO and CDC42 GTPases and Cell Cycle Progression », The Journal of Cell Biology, vol. 143, no 1,‎ 5 octobre 1998, p. 267–276 (ISSN 0021-9525 et 1540-8140, PMID 9763437, PMCID PMC2132814, DOI 10.1083/jcb.143.1.267, lire en ligne, consulté le 23 septembre 2023)
- (en) Mathieu Coureuil, Guillain Mikaty, Florence Miller, Hervé Lécuyer et Sandrine Bourdoulous, « Meningococcal Type IV Pili Recruit the Polarity Complex to Cross the Brain Endothelium », Science, vol. 325, no 5936,‎ 3 juillet 2009, p. 83–87 (ISSN 0036-8075 et 1095-9203, PMID 19520910, PMCID PMC3980637, DOI 10.1126/science.1173196, lire en ligne, consulté le 23 septembre 2023)
- (en) Mathieu Coureuil, Hervé Lécuyer, Sandrine Bourdoulous et Xavier Nassif, « A journey into the brain: insight into how bacterial pathogens cross blood–brain barriers », Nature Reviews Microbiology, vol. 15, no 3,‎ mars 2017, p. 149–159 (ISSN 1740-1534, DOI 10.1038/nrmicro.2016.178, lire en ligne, consulté le 23 septembre 2023)
- (en) Mathieu Coureuil, Hervé Lécuyer, Mark G.H. Scott, Cédric Boularan et Sandrine Bourdoulous, « Meningococcus Hijacks a β2-Adrenoceptor/β-Arrestin Pathway to Cross Brain Microvasculature Endothelium », Cell, vol. 143, no 7,‎ décembre 2010, p. 1149–1160 (ISSN 0092-8674, DOI 10.1016/j.cell.2010.11.035, lire en ligne, consulté le 23 septembre 2023)

## Prix et distinctions
- Prix du Ruban Rose Avenir de l'association Le cancer du sein en 2009[8] ;
- Médaille Louis Pasteur de l'Académie des sciences en 2020[9],[10],[11];
- Prix Jacques Piraud de la Fondation pour la recherche médicale en 2021[2] ;
- Chevalière de la Légion d'honneur en 2021[12].